# Велике Нагаткино
Велике Нагаткино (рос. Большое Нагаткино) — село в Цильнинському районі Ульяновської області Російської Федерації.
Населення становить 4942 особи. Входить до складу муніципального утворення Большенагаткинське сільське поселення.

## Історія
Від 2004 року входить до складу муніципального утворення Большенагаткинське сільське поселення.

## Населення
| 1959 | 1970  | 1979  | 1989  | 2002  | 2010  | 2021  |
| ---- | ----- | ----- | ----- | ----- | ----- | ----- |
| 1685 | ↗1921 | ↗3520 | ↗5101 | ↗5235 | ↗5462 | ↘4942 |